# Arnold-Schönberg-Preis
Der Arnold-Schönberg-Preis ist ein internationaler Musikpreis. Er wird seit 2001 auf die Initiative von Kent Nagano hin als Gemeinschaftspreis vom Deutschen Symphonie-Orchester Berlin, dessen künstlerischer Leiter Nagano damals war, dem Deutschlandradio Kultur und dem Arnold Schönberg Center in Wien in unregelmäßigen Abständen vergeben. Namenspatron ist der österreichische Komponist Arnold Schönberg. Die Auszeichnung ist mit 12.500 Euro dotiert. Der Arnold-Schönberg-Preis wird für ein künstlerisches Lebenswerk verliehen, das Schönbergs Anspruch weiterführt.

## Preisträger
- 2001 George Benjamin
- 2004 Jörg Widmann
- 2005 Unsuk Chin
- 2006 Aribert Reimann
- 2008 Helmut Oehring